# Station Stożne
Station Stożne was een spoorwegstation in de Poolse plaats Stożne. In 1993 is het treinverkeer gestaakt.